# Орловское сельское поселение (Волгоградская область)
Орло́вское се́льское поселе́ние — муниципальное образование в Городищенском районе Волгоградской области Российской Федерации.
Административный центр — село Орловка.

## Население
| 2010  | 2012  | 2013  | 2014  | 2015  | 2016  | 2017  |
| ----- | ----- | ----- | ----- | ----- | ----- | ----- |
| 1636  | ↗1655 | ↗1656 | ↘1651 | ↗1670 | →1670 | ↘1663 |
| 2018  | 2019  | 2020  | 2021  |       |       |       |
| ↗1688 | ↘1655 | ↗1701 | ↗1727 |       |       |       |

## Состав сельского поселения
| № | Населённый пункт | Тип населённого пункта          | Население |
| - | ---------------- | ------------------------------- | --------- |
| 1 | Орловка          | село, административный центр    | 1534      |
| 2 | Орловка          | посёлок железнодорожной станции | 102       |

## Местное самоуправление
Глава Орловского сельского поселения — Грачёв Федор Михайлович

## Достопримечательности
- В Орловке есть братская могила советских солдат, погибших в Сталинградской Битве[13].